# Samuel Hadas
Samuel Hadas (hebräisch שמואל הדס; * 13. August 1931 in Resistencia, Argentinien; † 12. Januar 2010 in Jerusalem) war ein israelischer Diplomat.
Samuel Hadas wurde 1931 als Sohn einer aschkenasischen Familie in Resistencia, Argentinien geboren. 1954 emigrierte er nach Israel, wo er einige Jahre in einem Kibbuz verbrachte und in der Landwirtschaft tätig war. 1964 zog er nach Jerusalem und begann für das Außenministerium zu arbeiten. Nach Posten in Mexiko und Kolumbien wurde er schließlich von 1971 bis 1975 Botschafter in Bolivien. 1982 wurde Hadas nach Madrid entsandt, wo er der israelische Repräsentant bei der Welttourismusorganisation wurde. Diese Position nutzte er, um die diplomatischen Beziehungen zwischen Spanien und Israel zu verbessern. Hadas hatte entscheidenden Einfluss auf die Wiederaufnahme der diplomatischen Beziehungen zwischen den beiden Staaten im Jahr 1986. Im Zuge dessen wurde Hadas auch der erste israelische Botschafter in Madrid. Dieses Amt bekleidete er für die nächsten 18 Monate.
Nach seiner Rückkehr nach Israel arbeitete er in verschiedenen Posten im Außenministerium. Anfang 1994 wurde er der erste israelische Botschafter beim Heiligen Stuhl. Bis zu seinem Ausscheiden aus dem diplomatischen Dienst im Jahr 1997 blieb Samuel Hadas Botschafter beim Heiligen Stuhl. Hadas ließ sich nun in Jerusalem nieder.
Als das Chief Rabbinate of Israel 2001 bilaterale Beziehungen mit dem Heiligen Stuhl aufnahm, wurde Hadas, obwohl er selbst kein orthodoxer Jude war, zu dessen diplomatischem Berater und übte diese Funktion bis zu seinem Tod aus. Im Januar 2010 starb Hadas im Alter von 78 Jahren in Jerusalem an den Spätfolgen einer Operation. Am 12. Januar wurde er auf dem Friedhof von Givat Shaul beigesetzt.
Hadas war verheiratet und hatte zwei Kinder.